# Jakob Friedrich von Varendorff
Jakob Friedrich von Varendorff (auch: Va(h)rendorf, * 18. April 1706 auf Haus Rieste bei Bersenbrück; † 13. Dezember 1780 in Oldenburg) war ein oldenburgischer Gutsherr, Jurist und Verwaltungsbeamter (Regierungsrat). Von 1766 bis 1780 war er königlich dänischer Konferenzrat und Direktor der gräflichen (seit 1774: herzoglichen) Regierungskanzlei in Oldenburg.

## Leben
Varendorff wurde am 18. April 1706 auf Haus Rieste im Hochstift Osnabrück geboren. Er entstammte einem westfälischen Adelsgeschlecht von Varendorff, das im 18. Jahrhundert auf Haus Rieste im Osnabrücker Nordland saß. Er war der Sohn des Osnabrücker Gutsherrn Dietrich Georg von Varendorff und dessen zweiter Ehefrau Regina Elisabeth Klövekorn, einer Tochter des Osnabrücker Landrichters und Gografen Johann Klövekorn.
Am 7. Februar 1741 heiratete Jacob Friedrich von Varendorff die Erbtochter Henriette Marie Charlotte Vogt (1723–1776), Tochter des königlich preußischen Geheimen Regierungsrats Justus von Vogt und der Maria Catharina Pestel, die beide aus alten Juristenfamilien stammten. Mit der Heirat kam Jacob Friedrich in Besitz von Haus Eyhausen bei Bad Zwischenahn, dessen Grundherrschaft er weiter ausbaute. In den Jahren zwischen 1741 und 1744 kaufte er Gut Horn bei Gristede im Oldenburger Ammerland.
Aus der Ehe stammte ein Sohn Georg Friedrich von Varendorff, der Landrat des Amtes Zwischenahn wurde. Mit dem hannoverschen Offizier Ernst Friedrich von Varendorff starb der oldenburgische Familienzweig auf Eyhausen aus. Das Gut kam durch Heirat in den Besitz des Richters und Oberamtmanns von Cloppenburg Franz Caspar Bothe.

## Wirken
Jacob Friedrich von Varendorff studierte Jura an der ernestinischen Universität in Jena. Im November 1737 wurde er zum Regierungsrat in Oldenburg ernannt. Die oldenburgische Regierungskanzlei war als höchste Verwaltungs- und Gerichtsbehörde für die niederrheinisch-westfälischen Grafschaften Oldenburg und Delmenhorst zuständig. Im 18. Jahrhundert gehörte die Grafschaft Oldenburg in Personalunion zum Königreich Dänemark und wurde von der Deutschen Kanzlei in Kopenhagen aus regiert. Im Vertrag von Zarskoje Selo (27. August 1773) wurden sie kurzzeitig Teil des dänischen Gesamtstaates. Schon wenige Tage später fiel die Grafschaft an den Fürstbischof Friedrich August von Lübeck, aus einer jüngeren Linie des Hauses Schleswig-Holstein-Gottorf. 1774 erhob Kaiser Joseph II. die selbständige Grafschaft Oldenburg zu einem reichsunmittelbaren Herzogtum.
In der dänisch-oldenburgischen Verwaltung stieg Jacob Friedrich von Varendorff zum wirklichen Justizrat (1746), Etatsrat (1754) und schließlich zum Direktor der Regierungskanzlei mit dem Titel eines Konferenzrates auf (1766). In dieser Funktion war er Vertreter des Oberlanddrosten, der Statthalter des dänischen Königs in Oldenburg war. 1771 wurde das Amt des Kanzleidirektors in der Grafschaft Oldenburg aufgehoben. Im Zuge einer Verwaltungsreform wurden die Behörden der Grafschaft Oldenburg reorganisiert und die Landes- von der Justizverwaltung getrennt. Die Regierungskanzlei war von 1771 bis 1774 nur noch für Hoheits- und Lehnsachen zuständig. Die interne Verwaltung übernahm die Hofkammer. Die Justizverwaltung übernahm ein Oberappellationsgericht.
Mit der Selbständigkeit des Herzogtums Oldenburg wurde auch die Direktorialverfassung wieder eingeführt. Jacob Friedrich von Varendorff erhielt sein Direktorenamt zurück, das er noch sechs Jahre bis zu seinem Tode am 13. Dezember 1780 bekleidete. Im Jahre 1774 wurde er in den St. Annen-Orden aufgenommen, der bis 1797 noch ein Hausorden der Herzöge von Schleswig-Holstein-Gottorf war, die im 18. Jahrhundert auch Könige von Dänemark und Zaren von Russland waren.